# 萧政之
萧政之（1920年10月—），湖北省汉阳县（今武汉市蔡甸区）人，抗战初期从戎，与蒋家三代有亲密交往。歷任崇明縣縣長。1949年8月滃洲县成立后，为滃洲县县长兼海军岱衢巡防处处长。戍守杭州灣、長江口、黃海等。1950年5月随中華民國政府撤至台湾，任国防部总政治部第一处处长，负责主管军中人事与组织业务。后历任陆军第三军政战主任、宪兵政战主任、金防部政战主任、联勤政战主任。1970年参与创办中华电视台，任筹备处副主任兼华视副总经理，负责华视营运，华视很快取得了盈利局面。调任国防部总政治作战部执行官，官拜中将军衔，任满后退休。转至商界，在蔡辰洲的附属企业理想工業与国玺印刷公司出任董事长。在任理想工業董事长时卷入十信案，1985年8月21日进土城看守所，以违犯《票据法》被台北地方法院判刑，1986年与因诽谤冯沪祥的蓬莱岛杂志案入狱的陈水扁是狱友。后参与创建北美卫星电视公司、中興保全、台北高爾夫球場，曾任北美衛星電視公司董事長。